# Leitzweiler
Leitzweiler település Németországban, Rajna-vidék-Pfalz tartományban. Lakosainak száma 112 fő (2023. december 31.).

## Népesség
A település népességének változása:
| Lakosok száma | 141  | 114  | 109  | 111  | 112  | 112  |
|               | 1975 | 2017 | 2019 | 2021 | 2022 | 2023 |